# جيني سيمبسون (مغنية)
جيني سيمبسون (بالإنجليزية: Jenny Simpson)‏ هي مغنية وكاتبة غنائية أمريكية، ولدت في 1973.